# Кузьмин, Андрей Эдуардович
Андрей Эдуардович Кузьмин (5 апреля 1981, Пенза, СССР) — российский хоккеист, крайний нападающий; тренер.

## Карьера
Начал карьеру в 1998 году в составе пензенского «Дизеля», выступавшего в Высшей лиге. В сезоне 2000/01, после года, проведённого в ТХК, дебютировал в Суперлиге в составе московского «Динамо». Сезон 2001/02 провёл в самарском ЦСК ВВС, где в 55 матчах набрал 23 (12+11) очка, получив благодаря этому приглашение от пермского «Молота-Прикамье». Проведя в Перми лишь 11 матчей, в середине сезона 2002/03 вернулся в Высшую лигу, подписав контракт с нижегородским «Торпедо».
И перед началом сезона 2004/05 принял решение вернуться в родную Пензу. После того как в 106 матчах за клуб Кузьмин набрал 63 (26+37) очка, на него вышел нижнекамский «Нефтехимик», где он выступал на двух сезонов. Перед началом дебютного сезона Континентальной хоккейной лиги Кузьмин, будучи одним из лучших бомбардиров нижнекамского клуба, был обменян в казанский «Ак Барс» на Евгения Рясенского и Игоря Мусатова.
Однако в Казани Кузьмин не смог выйти на свой уровень; он получал мало игрового времени, вследствие чего в 39 матчах за клуб набрал лишь 5 (4+1) очков, и, несмотря на завоёванный вместе с командой Кубок Гагарина, после окончания сезона покинул «Ак Барс», вернувшись в «Нефтехимик». Сезон 2009/10 начал неудачно — в 19 матчах набрал лишь одно (0+1) очко, после чего был обменян в московский «Спартак» на Алексея Заварухина. За оставшуюся часть сезона набрал 10 (3+7) очков в 23 матчах. 5 мая 2010 года вернулся в «Торпедо». В 34 матчах набрал лишь 5 (4+1) очков, поэтому 4 января 2011 года руководство приняло решение расторгнуть контракт, после чего Кузьмин вновь вернулся в пензенский клуб, который выступал в ВХЛ. Набрал 22 (11+11) очка в 24 проведённых матчах, после чего его пригласила на просмотр череповецкая «Северсталь».
Не подойдя череповецкому клубу, 3 сентября он заключил однолетнее соглашение с новокузнецким «Металлургом», в составе которого в сезоне 2011/12 набрал 20 (7+13) очков в 52 матчах. 10 мая 2012 года принял решение вернуться в московский «Спартак», подписав с клубом однолетний контракт.
Игровую карьеру завершил в 2018 году, после чего стал тренером школы «Дизель». В сезоне-2023/24 был главным тренером «Дизеля» в ЮХЛ, где из 24 команд пензенская заняла 4-е место. Сезон 2024/25 начал в качестве тренера пензенского «Дизелиста». 23 ноября 2024 вошёл в тренерский штаб «Дизеля».

## Достижения
- Чемпион России. Обладатель Кубка Гагарина
- Лучший игрок «Дизеля» в сезоне-2010/11
- Бронзовый призер Чемпионата ВХЛ

## Статистика
| Легенда | Легенда                    | Легенда | Легенда                   | Легенда | Легенда    |
| ------- | -------------------------- | ------- | ------------------------- | ------- | ---------- |
| И       | Количество проведённых игр | Штр     | Штрафное время            | +/−     | Плюс-минус |
| Г       | Голы                       | П       | Голевые передачи          | О       | Очки       |
| -       | Статистика неизвестна      | —       | Статистика не учитывалась |         |            |

### Клубная карьера
- a В этом сезоне в «Плей-офф» учитывается статистика игрока в Кубке Надежды.